# اليوم العالمي للنوم

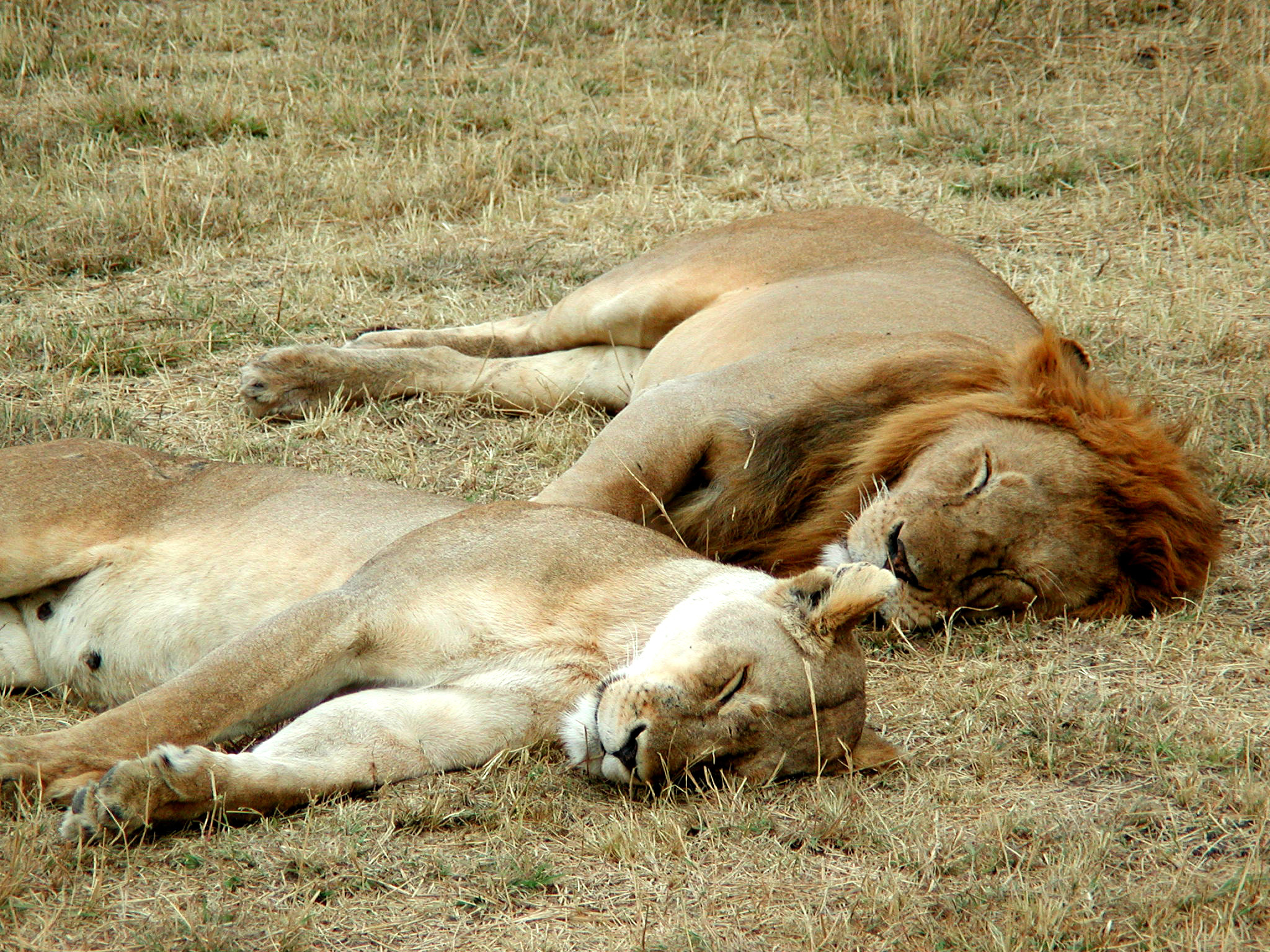

اليوم العالمي للنوم (بالإنجليزية: World Sleep Day)‏ هو حدث سنوي يُنظم في الجمعة الثالثة شهر مارس من قبل الرابطة العالمية للنوم (WASM) منذ عام 2008م ، ويهدف للاحتفال والتذكير بفوائد النوم الجيد والصحي، ولشد انتباه الناس لمشاكل اضطرابات النوم على صحتهم، وتعليمهم، وحياتهم الاجتماعية، ويهدف أيضًا إلى تعزيز صحة النوم في جميع أنحاء العالم، من خلال تشجيع وتشجيع التعليم والبحث ورعاية المرضى في جميع أنحاء العالم لاسيما في تلك الأجزاء من العالم حيث تكون ممارسة طب النوم أقل تطورًا.